# Energiecentrale van Svartsengi
De Svartsengi-centrale ('Svartsengi' laat zich vertalen als 'zwarte meander' of 'zwarte bedding') is een geothermische energiecentrale, gebouwd op de lavavelden van het Svartsengi-gebied, zo’n 4 kilometer ten noorden van het plaatsje Grindavík in het uiterste zuidwesten van IJsland.
De centrale is in 1976 gebouwd door het private energiebedrijf HS Orka. Het is 's werelds eerste gecombineerde centrale voor zowel opwek van elektrische energie als voor warmtedistributie. De centrale is gebouwd uit in totaal 6 opwek-eenheden die in een periode van 32 jaar zijn gebouwd. Alle eenheden zijn verschillend: sommige eenheden wekken alleen stroom op; andere geven warmte af of doen beide; sommige werken met heet water en andere (ook) met stoom. Een eenheid (nummer 4) gebruikt isopentaan als medium. Het totale elektrische vermogen bedraagt 75 MW en het totale thermische vermogen bedraagt 150 MW.
De Svartsengi-centrale haalt zijn warmte uit 13 boorputten op maximaal 1800 meter diepte, en levert heet water voor het hele schiereiland Reykjanes, waartoe de plaatsen Keflavík, Njarðvík, Vogar, Garður, Sandgerði en Grindavík behoren - in totaal meer dan 21.000 huishoudens. Het kunstmatige meer dat wordt gevuld met warm mineraalrijk restwater van de centrale, vormt de basis van het resort Blue Lagoon, een van de grootste toeristische attracties van het land.
Tevens is de centrale gekoppeld aan het nationale IJslandse elektriciteitsnetwerk.
De centrale levert sinds 2012 ook de benodigde energie voor 's werelds eerste fabriek voor de productie van groene methanol uit koolstofdioxide en waterstof: Carbon Recycling International.

## Gevaar van vulkaanuitbarstingen
De vestiging bovenop een geologisch actief gebied brengt risico's met zich mee. Zo’n vijf kilometer onder de centrale bevindt zich een magmakamer. In november/december 2023 werd het vulkaansysteem Eldvörp-Svartsengi actief toen de magmakamer zich begon te vullen, met als gevolg vele aardbevingen en een vulkaanuitbarsting op 18 december, op enkele kilometers ten oosten van de centrale. Er bestond een aanzienlijk risico dat de centrale en het nabijgelegen resort hierdoor zwaar zouden kunnen worden beschadigd of zelfs vernietigd. In een poging dat te voorkomen werd een 6-8 meter hoge dam om het complex heen opgeworpen. Uiteindelijk is de lava in een andere richting gestroomd waardoor het gevaar voorlopig was geweken. Op momenten dat de centrale wegens uitbarstingen is geëvacueerd wordt deze vanuit de 13 kilometer westelijker gelegen geothermische energiecentrale Reykjanes op afstand bestuurd.
Tijdens de uitbarstingen van 14 januari en 8 februari 2024 werden pijpleidingen van de stadsverwarming door de lava beschadigd. Op 8 februari 2024 bewees de dam rond de centrale zich voor het eerst en werd de lava buiten het gebied gehouden.
Tijdens de uitbarsting die op 29 mei 2024 begon stroomde er twee keer een stroom aä-lava richting de noordwal. De eerste keer, op 8 juni stroomde er een kleine hoeveelheid lava over de beschermingswal. De tweede keer op 20 juni ging het om een grotere hoeveelheid. De brandweer was toen al twee dagen bezig geweest water op de lava te spuiten in de hoop dat deze voldoende zou koelen om tot stilstand te komen. Ook had men de wal verder opgehoogd. Na afloop van deze uitbarsting werd de wal nog verder opgehoogd; op sommige plaatsen steekt deze inmiddels 21 meter boven het oorspronkelijke landschap uit.
Door de reeks van uitbarstingen en het besef dat de centrale mogelijk verloren kan gaan is men op zoek gegaan naar een alternatief. Nabij luchthaven Keflavik zijn proefboringen gedaan om te kijken of daar voldoende aardwarmte is te winnen om de taken van de Svartsengi-centrale over te nemen. Hoewel de temperatuur in de grond daar minder hoog is dan bij Svartsengi lijkt deze locatie over voldoende geothermische energie te beschikken om er een centrale te bouwen. Het risico op een uitbarsting in dat gebied is klein.

## Afbeeldingen

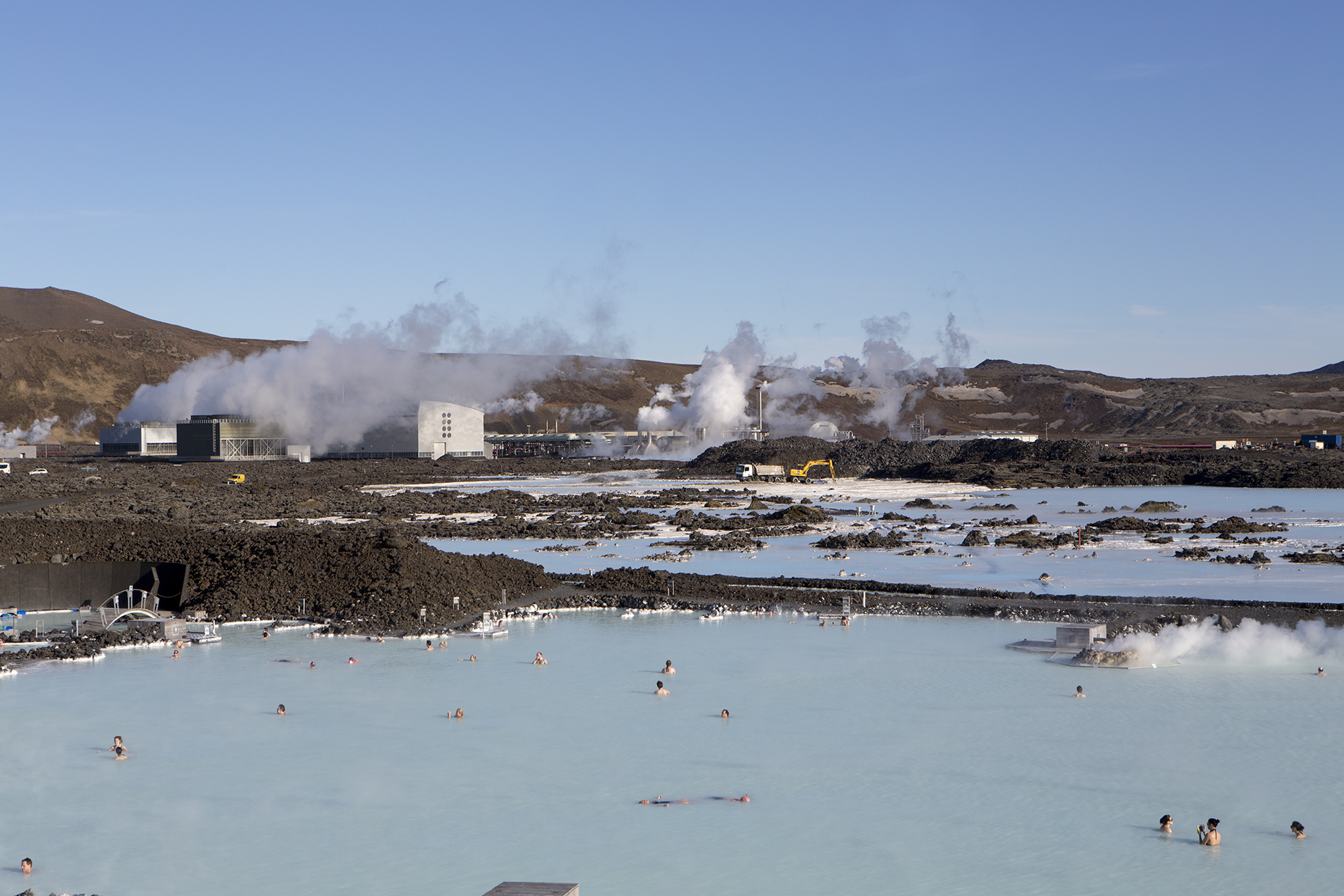
Blue lagoon op de voorgrond; de centrale erachter.
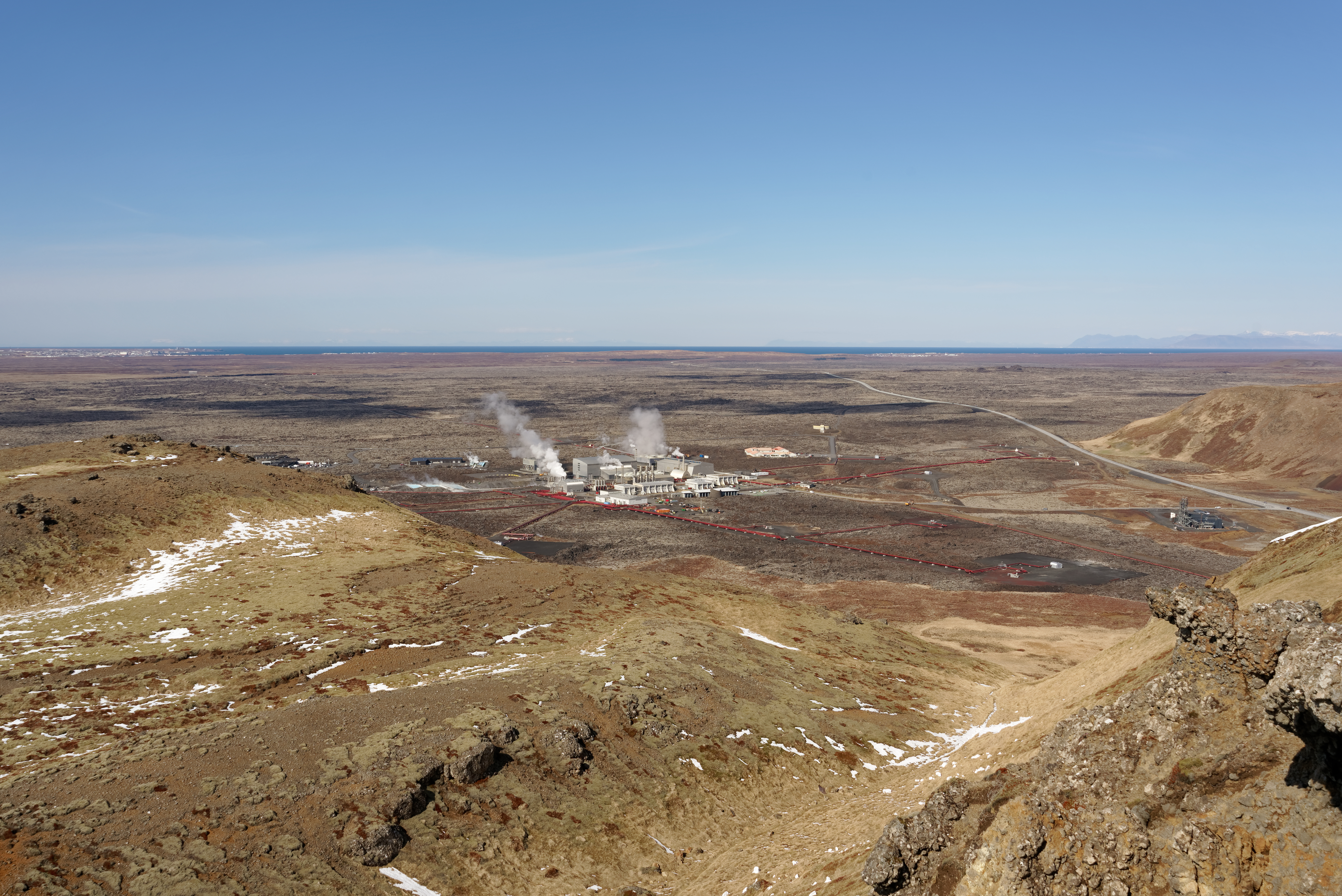
De centrale gezien vanaf de berg Þorbjörn voordat er beschermingswallen omheen werden opgeworpen.